# Gérard Cherpion
Gérard Cherpion, né le 15 mars 1948 à Dombasle-sur-Meurthe (France), est un homme politique français.
Membre du RPR, de l'UMP puis de LR, il est conseiller régional de Lorraine et du Grand Est de 1992 à 2017 et député de la 2e circonscription des Vosges de 1993 à 1997 et de 2002 à 2022. Il est à l'origine d'une loi sur la formation professionnelle portant son nom.

## Situation personnelle

### Études et carrière professionnelle
Gérard Cherpion est assistant à la faculté de pharmacie de Nancy de 1972 à 1973, puis pharmacien à Fraize (Vosges) jusqu'en 2005.

### Vie privée et familiale
Il a trois enfants (deux filles et un garçon).

## Parcours politique

### Élu régional
En 1992, il est élu conseiller régional de Lorraine. Il est constamment réélu jusqu'en 2017.
Lors des élections régionales de 2010 en Lorraine, il est tête de liste départementale pour l'UMP dans les Vosges. La liste UMP recueille 33,93 % des suffrages au second tour, affaiblie par le maintien de la liste du Front national.

### Premier mandat de député
Gérard Cherpion est élu pour la première fois député dans la deuxième circonscription des Vosges sous l'étiquette de l'Union pour la France (alliance RPR-UDF) à l'occasion des élections législatives de 1993, avec 50,41 % des suffrages, face au socialiste sortant Christian Pierret.

### Élections législatives de 1997
Lors des législatives de 1997, dans un contexte national favorable à la gauche, il est battu face à Christian Pierret, recueillant 41,62 % au second tour de scrutin.

### Retour à l'Assemblée nationale
En 2002, candidat sous la bannière de l'Union pour la majorité présidentielle (UMP), il parvient à reconquérir son siège de député avec 52,53 % des voix face au député sortant et maire de Fraize, Claude Jacquot.
Au début de la législature, il rejoint le mouvement libéral Les Réformateurs, conduit par Hervé Novelli.

### Réélections en 2012 et 2017
Gérard Cherpion se représente aux élections législatives des 10 et 17 juin 2007 sous l'étiquette Union pour un mouvement populaire, avec pour suppléant Roland Bedel, maire de Sainte-Marguerite et conseiller général des Vosges (canton de Saint-Dié-Est). En ballotage favorable au premier tour (43,92 %) face à son éternel rival, le maire de Saint-Dié Christian Pierret (28,75 %), il est réélu en réalisant son meilleur score : 54,99 % des suffrages exprimés.
En 2011, il est l'auteur et le rapporteur d'une proposition de loi sur « le développement de l'alternance, la sécurisation des parcours professionnels et le partage de la valeur ajoutée ». Adoptée par l'Assemblée nationale puis par le Sénat en juillet 2011, elle prévoit notamment le relèvement de 3 % à 4 % du quota obligatoire de salariés en alternance dans les entreprises de plus de 250 salariés et l'abaissement de l'âge minimum pour entrer en apprentissage.
Gérard Cherpion est candidat à sa réélection à l'occasion des élections législatives de 2012. Lors du second tour, il est réélu, avec 50,88 % des voix, face au socialiste Jack Lang, jusqu'ici député du Pas-de-Calais.
Il soutient Jean-François Copé pour la primaire présidentielle des Républicains de 2016.
Candidat aux élections législatives de juin 2017, il est réélu député lors du second tour sous l'étiquette Les Républicains, face à la candidate de la majorité présidentielle.
Il parraine Laurent Wauquiez pour le congrès des Républicains de 2017, scrutin lors duquel est élu le président du parti.
En février 2022, il annonce ne pas briguer un sixième mandat. Par fidélité à son parti politique Les Républicains, il soutient Caroline Privat-Mattioni, première vice-présidente du Conseil départemental des Vosges, dans le cadre des élections législatives de juin 2022. 

## Détail des mandats et fonctions

### À l'Assemblée nationale
- 2 avril 1993 – 21 avril 1997 : député de la deuxième circonscription des Vosges (apparenté au groupe RPR)
- 19 juin 2002 – 21 juin 2022 : député de la deuxième circonscription des Vosges (membre du groupe UMP puis du groupe LR)

### Au niveau régional
- 1984-1992 : membre du Conseil économique social et environnemental de Lorraine
- 27 mars 1992 – 20 octobre 2017 : conseiller régional de Lorraine puis du Grand Est
- 1992-1998 : président de la commission Éducation, formation du conseil régional de Lorraine
- 20 mars 1998 – 28 mars 2004 : vice-président du conseil régional de Lorraine, chargé de l’apprentissage et de la formation
- 1998-2000 : président de la Chambre régionale de commerce et d'industrie de Lorraine (CRCIL)
- 4 janvier 2016 – 20 octobre 2017 : vice-président du conseil régional d'Alsace-Champagne-Ardenne-Lorraine, délégué à l'emploi, la formation et l'apprentissage

### Au niveau municipal
- 1992-2002 : président de la Chambre de commerce et d'industrie (CCI) de Saint-Dié-des-Vosges
- 1995-2001 : conseiller municipal de Saint-Dié-des-Vosges

### Autres
- À partir de 1996 : président de la commission permanente du comité du massif des Vosges
- À partir de 2002 : coprésident du comité du massif des Vosges
- 1998-2004 : premier vice-président du Parc naturel régional des Ballons des Vosges
- 2005-2007 : membre du Comité national de suivi du contrat de transition professionnelle auprès du ministre de l'Emploi, de la Cohésion sociale et du Logement du gouvernement de Villepin